# 데저릿주
데저렛 주(State of Deseret)는 1849년 솔트레이크 시티에 정착했던 몰몬교 무리가 제안한 임시 주이다. 이 임시 주는 2년 조금 넘는 기간 존재했지만, 미합중국 정부는 이를 인정하지 않았다. 데저렛(Deseret)이라는 이름은 몰몬경 속의 ‘꿀벌’을 의미하는 말에서 따왔다.

## 역사
몰몬교도들이 그레이트 솔트레이크 근처의 솔트 레이크 계곡에 정착했을 때, 미합중국에 승인을 받은 정부의 설립을 희망했다.
교회의 지도자였던 브리검 영은 당초 준주로 자리 매김하여 신청할 생각이었으며, 존 밀턴 버니젤이 준주 승인 청원서를 가지고 동부의 워싱턴 DC에 파견했다. 영은 캘리포니아와 뉴 멕시코가 주 승격을 신청을 한 것을 알고, 마음이 바뀌어 주 승격 청원을 하기로 했다.
1849년 3월 영과 교회의 장로들은 주 승격을 위한 정상적인 절차를 밟는 시간이 없다고 인식하고 이전 몰몬 교도가 일시적으로 살았던 아이오와의 헌법을 기초로 신속하게 헌법을 만들었다. 당시에는 그레이트 베이슨에 인쇄기가 없었기 때문에, 일리노이 의회 기록과 헌법안을 보내 인쇄시켰다. 이어 두 번째 사자가 정식 기록과 헌법 초안 사본을 가지고 워싱턴 DC의 번하이젤에 보내 준주가 아닌 주 승격 청원을 했다.

## 같이 보기
- 유타 전쟁